# Зуунговь
Зуунговь (монг. Зүүнговь) — сомон аймаку Увс, Монголія. Площа 4,02 тис. км², населення 3,4 тис. Центр сомону селище Зел лежить за 1217 км від Улан-Батора, за 134 км від міста Улаангом.

## Рельєф
Здебільшого піщані бархани (900—1343 м), протікають річки Хангилцаг, Зел, Гурамсан, Нарийн.

## Клімат
Клімат різко континентальний. Щорічні опади 150—200 мм, середня температура січня −30°С, середня температура липня +20°С.

## Природа
Водяться вовки, лисиці, дикі кішки, козулі, корсаки.

## Корисні копалини
Запаси будівельної сировини.

## Соціальна сфера
Є школа, лікарня, торговельно-культурні центри.